# Henriette Hubregtse
Henriette Rosina Dorothea Hubregtse-Lanzing (Maastricht, 18 juli 1879 – 's-Gravenhage, 28 februari 1959) was een Nederlandse kunstenaar, die bekend is om haar schilderijen en tekeningen.
Ze woonde en werkte (ook onder haar pseudoniem H. Estgerbuh) in Amsterdam en Haarlem rond ca. 1900-1904, Amsterdam tot 1913, Den Haag tot 1914 en vertrok naar Nederlands-Indië tot ca 1926, Zwitserland tot 1933, Bussum 1933-1949 en woonde daarna in Den Haag. Ze schilderde, tekende en etste portretten, dierenfiguren en bloemen; in Nederlands-Indië schilderde ze Indische landschappen en figuren. Ze was o.m. lid van de vereniging van Beeldende Kunst in Laren-Blaricum. Ze huwde op 3 maart 1904 in Haarlem met A.M. Hubregtse.
- Biografisch Portaal: 11774825
- Digitale Bibliotheek voor de Nederlandse Letteren: hubr015
- International Standard Name Identifier: 0000 0003 9356 8297
- Nederlandse Thesaurus van Auteursnamen: 068710895
- RKD-Nederlands Instituut voor Kunstgeschiedenis: 40272
- Virtual International Authority File: 287875023
- WorldCat: E39PBJbRjWX4mWQ6h8D6TbDrMP